# Annie Murphy
Annie Frances Murphy (Ottawa, 19 dicembre 1986) è un'attrice canadese.
È principalmente nota per aver interpretato il ruolo di Alexis Rose nella serie comica Schitt's Creek che le è valso il plauso della critica, un Premio Emmy e le candidature ai Golden Globe ed ai Critics' Choice Awards.

## Biografia
Annie Frances Murphy è nata il 19 dicembre 1986 ad Ottawa, in Ontario, figlia di due insegnanti. Ha frequentato la Elmwood School ad Ottawa, dove si è esibita in alcune produzioni teatrali. Successivamente si è iscritta alla Queen's University per un anno, prima di conseguire una laurea in spettacoli teatrali alla Concordia University. Si è poi formata presso il Canadian Film Centre Actors 'Conservatory, per poi trasferirsi all'età di ventidue anni a Los Angeles per intraprendere una carriera nella recitazione.

## Carriera
Ha debuttato nel film thriller televisivo Ossessione letale e successivamente ha continuato ad interpretare piccoli ruoli in diversi film canadesi, come Story of Jen, Lick, e Windigo Tale. È apparsa anche in diverse serie televisive canadesi, tra cui Good God e Rookie Blue. Durante questo periodo ha dichiarato di sentirsi una "attrice in difficoltà" che "stava implorando di poter fare commedie", ma nel suo curriculum vi erano solo ruoli drammatici. È apparsa anche in numerose serie televisive americane, tra cui The Beautiful Life, Blue Mountain State, Against the Wall e Beauty and the Beast.

L'attrice stava considerando di smettere di recitare, ricordando:
La mia casa era appena bruciata, avevo tipo tre dollari sul mio conto in banca e non lavoravo da quasi due anni. Mi ritrovai a piangere e gridare nell'Oceano Pacifico. Era come se l'universo mi stesse dicendo di farla finita con la recitazione, ma due giorni dopo, ho ottenuto l'audizione per Schitt's Creek.
Nel 2013 ha fatto un'audizione ed ottenuto il ruolo di Alexis Rose nella serie commedia Schitt's Creek, per tutta la durata della serie. Grazie a questo ruolo ha ottenuto il plauso della critica e si è aggiudicata diversi riconoscimenti tra cui un Premio Emmy, e le candidature ai Golden Globe, ai Critics' Choice Awards, ed ai Screen Actors Guild Award.
Nel 2015 ha co-creato e vestito un ruolo nella serie commedia The Plateaus.

## Vita privata
Nell'agosto 2011 ha sposato il cantante e musicista Menno Versteeg, frontman della band Hollerado e Anyway Gang.
Ha un tatuaggio sul polso raffigurante l'attore James Stewart, la cui performance nel film Harvey è fonte d'ispirazione e definita dall'attrice come "straziante, dolce e divertente".

### Attivismo
L'attrice è ambasciatore dell'agenzia di soccorso Care Canada. Nel 2019 ha visitato la Giordania per conoscere gli sforzi dell'agenzia e per responsabilizzare le donne dello Stato.
Nel gennaio 2021 l'attrice ha donato i proventi dell'asta del suo primo vestito da red carpet all'Encampment Support Network, un'organizzazione no-profit che aiuta le persone senza alloggio di Toronto.

## Filmografia

### Attrice

#### Cinema
- Ossessione letale (Lethal Obsession), regia di Philippe Gagnon (2007)
- Se mi guardi mi sciolgo (Picture This!), regia di Stephen Herek (2008)
- Story of Jen, regia di François Rotger (2008)
- Lick, regia di Chris Agoston (2010)
- A Windigo Tale, regia di Armand Garnet Ruffo (2010)
- Fingernails - Una diagnosi d'amore (Fingernails), regia di Chrīstos Nikou (2023)

#### Televisione
- The Business - serie TV, episodio 2x03 (2007)
- The Beautiful Life - serie TV, episodio 1x01 (2009)
- Blue Mountain State - serie TV, episodi 1x10-2x05 (2010)
- Against the Wall - serie TV, episodio 1x08 (2011)
- Good God - serie TV, episodio 1x06 (2012)
- Rookie Blue - serie TV, episodio 3x04 (2012)
- Beauty and the Beast - serie TV, episodio 1x05 (2012)
- Flashpoint - serie TV, episodio 5x12 (2012)
- The Plateaus - serie TV, 10 episodi (2015)
- Schitt's Creek - serie TV, 80 episodi (2015-2020)
- Kevin Can F**k Himself - serie TV, 16 episodi (2021-2022)
- Russian Doll - serie TV, 5 episodi (2022)
- Murderville - serie TV, episodio 1x04 (2022)
- Black Mirror - serie TV, episodio 6x01 (2023)
- Nine Perfect Strangers – serie TV, 8 episodi (2025)

#### Cortometraggi
- Overwatch, regia di Calum de Hartog (2012)
- Saturday Night Special, regia di Connor Marsden e Devin Myler (2014)

#### Videoclip
- Good Day at the Races, Hollerado (2011)
- Desire 126, Hollerado (2014)
- I Really Like You, Little Junior (2018)
- The Shining But Tropical, Wild Pink (2020)

## Doppiatrici italiane
Nelle versioni in italiano delle opere in cui ha recitato, Annie Murphy è stata doppiata da:
- Letizia Ciampa in Shitt's Creek
- Ilaria Latini in Kevin Can F**k Himself
- Alessandra Korompay in Russian Doll
- Gemma Donati in Black Mirror
- Martina Felli in Nine Perfect Strangers

Da doppiatrice è sostituita da:
- Margherita De Risi in Ruby Gillman - La ragazza con i tentacoli

## Riconoscimenti
- Golden Globe
  - 2021 – Candidatura per la miglior attrice non protagonista in una serie per Schitt's Creek[13]
- Critics' Choice Television Award
  - 2019 – Candidatura per la miglior attrice non protagonista in una serie commedia per Schitt's Creek[14]
  - 2021 – Candidatura per la miglior attrice non protagonista in una serie commedia per Schitt's Creek[15]

- Premio Emmy
  - 2020 – Miglior attrice non protagonista in una serie commedia per Schitt's Creek[12]
- Screen Actors Guild Award
  - 2020 – Candidatura per il miglior cast in una serie commedia per Schitt's Creek[16]
  - 2021 – Candidatura per la migliore attrice in una serie commedia per Schitt's Creek[17]
  - 2021 – Candidatura per il miglior cast in una serie commedia per Schitt's Creek